# Diego Copín de Holanda

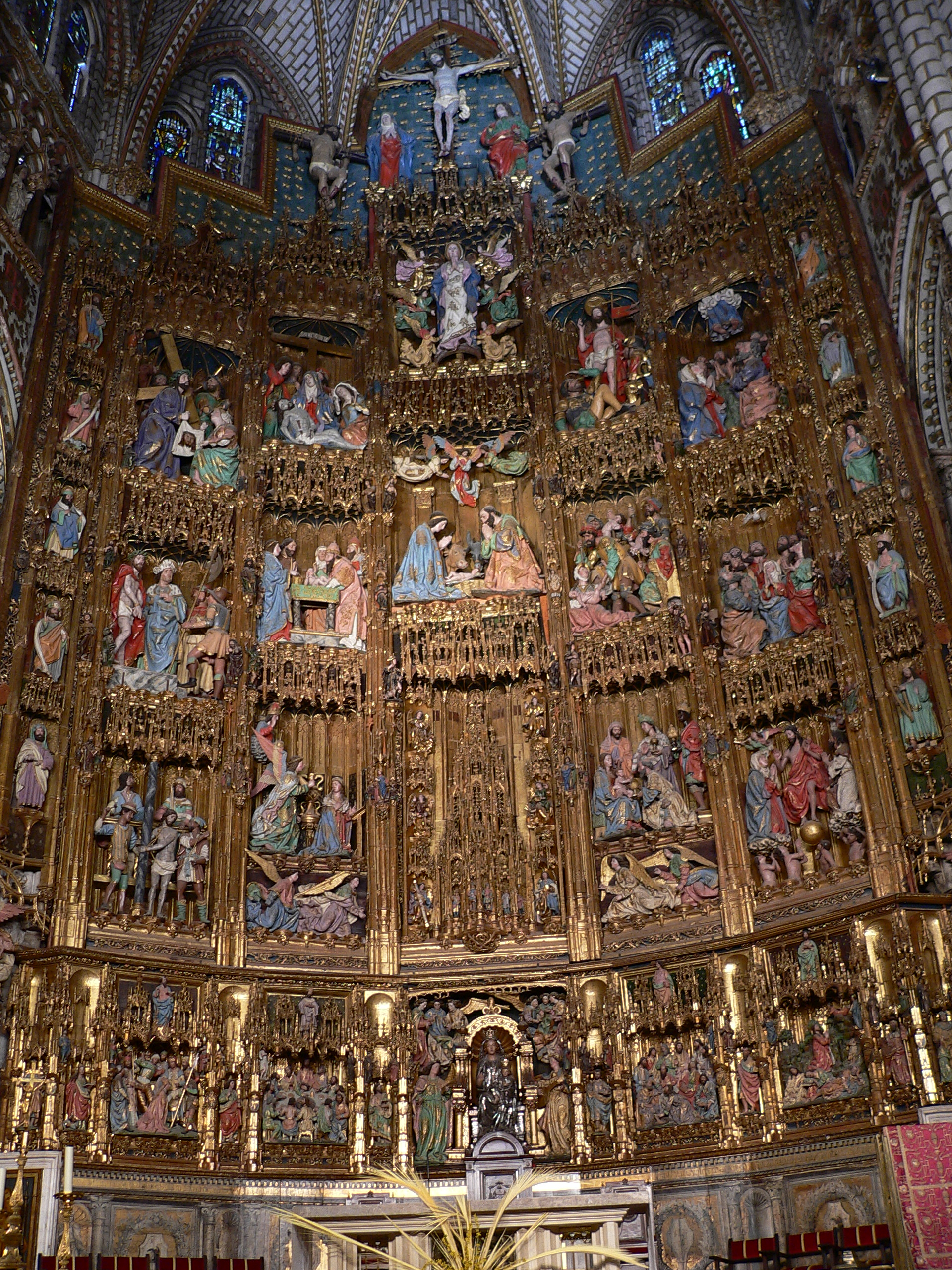
Retaule major de la catedral de Toledo on va participar Copín de Holanda

Diego Copín de Holanda mestre escultor, possiblement d'origen holandès que va treballar durant l'últim quart del segle XV i principis del segle xvi en diverses catedrals d'Espanya.
Al cadirat del cor de la catedral de Lleó va treballar cap a 1480. A la catedral de Coria va realitzar el sepulcre del bisbe Jimenez de Préxamo. Va ser un dels que van col·laborar en l'execució del retaule major (1498) de la catedral de Toledo. Per a aquesta mateixa catedral va realitzar un grup escultòric del Sant Enterrament per a la capella del Sepulcre així com les imatges dels reis jacents de Sanç IV de Castella i Sanç III de Castella col·locats al presbiteri i manats realitzar pel cardenal Cisneros; se li atribueix el retaule de la capella del Crist de la Columna.